# WTA Tour 2009

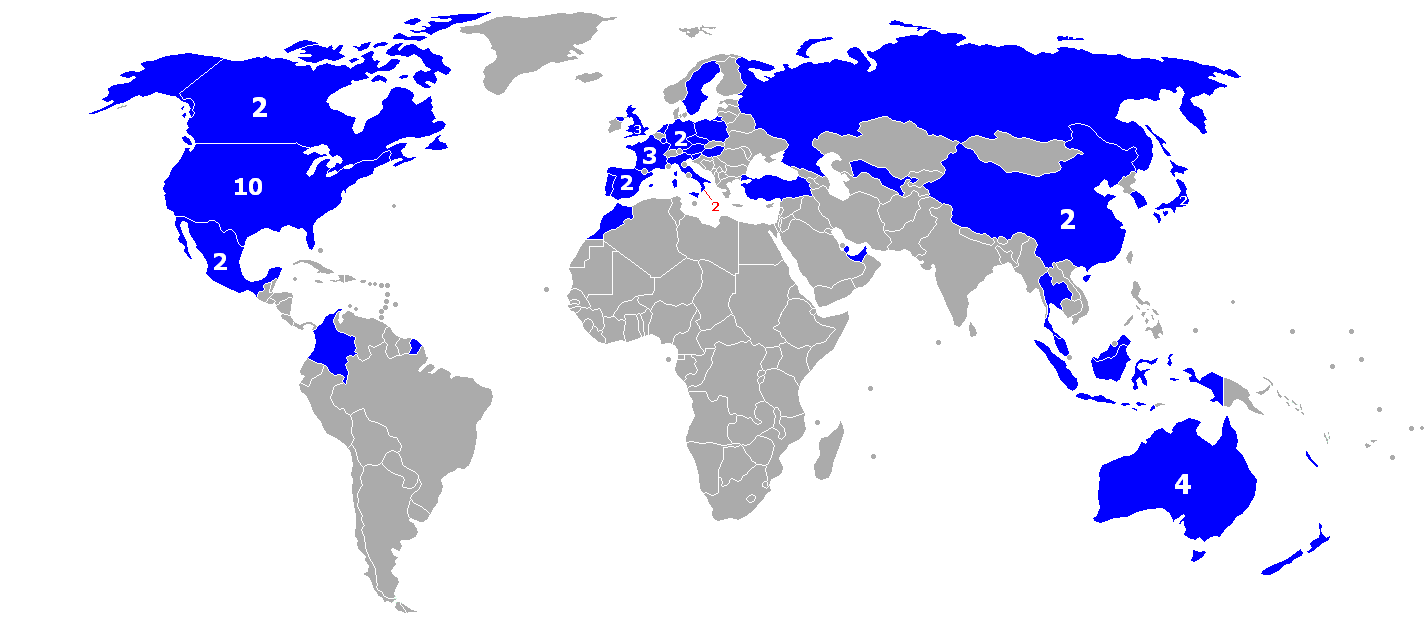
Distribució dels tornejos WTA Tour 2009 per països.

El Sony Ericsson WTA Tour 2009 és el circuit de tennis professional femení de l'any 2009 organitzat per la WTA. La temporada inclou un total de 55 tornejos dividits en Grand Slams (organitzats per la ITF), tornejos WTA Premier, tornejos WTA International, el Commonwealth Bank Tournament of Champions i el Sony Ericsson Championships. Els tornejos es disputen entre el 5 de gener i el 9 de novembre de 2009.

## Calendari
Taula amb el calendari complet dels tornejos que pertanyen a la temporada 2009 de la WTA Tour. També s'inclouen les vencedores dels quadres individuals de cada torneig.
| Grand Slam             |
| Year-end championships |
| WTA Premier            |
| WTA International      |

| Torneig        | Data d'inici           | Superfície   | Guanyadora/es                               | Finalista/es                                |
| -------------- | ---------------------- | ------------ | ------------------------------------------- | ------------------------------------------- |
| 5 de gener     | Brisbane               | Dura         | Viktória Azàrenka                           | Marion Bartoli                              |
| 5 de gener     | Brisbane               | Dura         | Anna-Lena Grönefeld / Vania King            | Klaudia Jans / Alicja Rosolska              |
| 5 de gener     | Auckland               | Dura         | Ielena Deméntieva                           | Ielena Vesninà                              |
| 5 de gener     | Auckland               | Dura         | Nathalie Dechy / Mara Santangelo            | Núria Llagostera / Arantxa Parra            |
| 12 de gener    | Sydney                 | Dura         | Ielena Deméntieva                           | Dinara Safina                               |
| 12 de gener    | Sydney                 | Dura         | Su-Wei Hsieh / Shuai Peng                   | Nathalie Dechy / Casey Dellacqua            |
| 12 de gener    | Hobart                 | Dura         | Petra Kvitova                               | Iveta Benesova                              |
| 12 de gener    | Hobart                 | Dura         | Gisela Dulko / Flavia Pennetta              | Alona Bondarenko / Katerina Bondarenko      |
| 19 de gener    | Open d'Austràlia       | Dura         | Serena Williams                             | Dinara Safina                               |
| 19 de gener    | Open d'Austràlia       | Dura         | Serena Williams / Venus Williams            | Daniela Hantuchova / Ai Sugiyama            |
| 19 de gener    | Open d'Austràlia       | Dura         | Sania Mirza / Mahesh Bhupathi               | Nathalie Dechy / Andy Ram                   |
| 9 de febrer    | París                  | Dura         | Amelie Mauresmo                             | Ielena Deméntieva                           |
| 9 de febrer    | París                  | Dura         | Cara Black / Liezel Huber                   | Kveta Peschke / Lisa Raymond                |
| 9 de febrer    | Pattaya                | Dura         | Vera Zvonariova                             | Sania Mirza                                 |
| 9 de febrer    | Pattaya                | Dura         | Iaroslava Xvédova / Tamarine Tanasugarn     | Yulia Beygelzimer / Vitalia Diatchenko      |
| 16 de febrer   | Dubai                  | Dura         | Venus Williams                              | Virginie Razzano                            |
| 16 de febrer   | Dubai                  | Dura         | Cara Black / Liezel Huber                   | Maria Kirilenko / Agnieszka Radwańska       |
| 16 de febrer   | Memphis                | Dura         | Viktória Azàrenka                           | Caroline Wozniacki                          |
| 16 de febrer   | Memphis                | Dura         | Viktória Azàrenka / Caroline Wozniacki      | Yuliana Fedak / Michaella Krajicek          |
| 16 de febrer   | Bogotà                 | Terra batuda | María José Martínez                         | Gisela Dulko                                |
| 16 de febrer   | Bogotà                 | Terra batuda | Núria Llagostera / María José Martínez      | Gisela Dulko / Flavia Pennetta              |
| 23 de febrer   | Acapulco               | Terra batuda | Venus Williams                              | Flavia Pennetta                             |
| 23 de febrer   | Acapulco               | Terra batuda | Núria Llagostera / María José Martínez      | Lourdes Domínguez / Arantxa Parra           |
| 2 de març      | Monterrey              | Dura         | Marion Bartoli                              | Li Na                                       |
| 2 de març      | Monterrey              | Dura         | Nathalie Dechy / Mara Santangelo            | Iveta Benesova / Barbora Zahlavova Strycova |
| 9 de març      | Indian Wells           | Dura         | Vera Zvonariova                             | Ana Ivanovic                                |
| 9 de març      | Indian Wells           | Dura         | Vera Zvonariova / Viktória Azàrenka         | Gisela Dulko / Shahar Peer                  |
| 23 de març     | Miami                  | Dura         | Viktória Azàrenka                           | Serena Williams                             |
| 23 de març     | Miami                  | Dura         | Svetlana Kuznetsova / Amelie Mauresmo       | Květa Peschke / Lisa Raymond                |
| 6 d'abril      | Ponte Vedra Beach      | Terra batuda | Caroline Wozniacki                          | Aleksandra Wozniak                          |
| 6 d'abril      | Ponte Vedra Beach      | Terra batuda | Chia-jung Chuang / Sania Mirza              | Květa Peschke / Lisa Raymond                |
| 6 d'abril      | Marbella               | Terra batuda | Jelena Jankovic                             | Carla Suarez Navarro                        |
| 6 d'abril      | Marbella               | Terra batuda | Klaudia Jans / Alicja Rosolska              | Anabel Medina / Virginia Ruano              |
| 13 d'abril     | Charleston             | Terra batuda | Sabine Lisicki                              | Caroline Wozniacki                          |
| 13 d'abril     | Charleston             | Terra batuda | Bethanie Mattek-Sands / Nàdia Petrova       | Liga Dekmeijere / Patty Schnyder            |
| 13 d'abril     | Barcelona              | Terra batuda | Roberta Vinci                               | Maria Kirilenko                             |
| 13 d'abril     | Barcelona              | Terra batuda | Núria Llagostera / María José Martínez      | Sorana Cirstea / Andreja Klepac             |
| 27 d'abril     | Stuttgart              | Terra batuda | Svetlana Kuznetsova                         | Dinara Safina                               |
| 27 d'abril     | Stuttgart              | Terra batuda | Bethanie Mattek-Sands / Nàdia Petrova       | Gisela Dulko / Flavia Pennetta              |
| 27 d'abril     | Fes                    | Terra batuda | Anabel Medina                               | Iekaterina Makàrova                         |
| 27 d'abril     | Fes                    | Terra batuda | Alissa Kleibànova / Iekaterina Makàrova     | Sorana Cirstea / Maria Kirilenko            |
| 4 de maig      | Roma                   | Terra batuda | Dinara Safina                               | Svetlana Kuznetsova                         |
| 4 de maig      | Roma                   | Terra batuda | Su-Wei Hsieh / Shuai Peng                   | Daniela Hantuchova / Ai Sugiyama            |
| 4 de maig      | Estoril                | Terra batuda | Yanina Wickmayer                            | Iekaterina Makàrova                         |
| 4 de maig      | Estoril                | Terra batuda | Raquel Kops-Jones / Abigail Spears          | Sharon Fichman / Katalin Marosi             |
| 11 de maig     | Madrid                 | Terra batuda | Dinara Safina                               | Caroline Wozniacki                          |
| 11 de maig     | Madrid                 | Terra batuda | Cara Black / Liezel Huber                   | Kveta Peschke / Lisa Raymond                |
| 18 de maig     | Varsòvia               | Terra batuda | Alexandra Dulgheru                          | Alona Bondarenko                            |
| 18 de maig     | Varsòvia               | Terra batuda | Raquel Kops-Jones / Bethanie Mattek-Sands   | Yan Zi / Zheng Jie                          |
| 18 de maig     | Estrasburg             | Terra batuda | Aravane Rezai                               | Lucie Hradecka                              |
| 18 de maig     | Estrasburg             | Terra batuda | Nathalie Dechy / Mara Santangelo            | Claire Feuerstein / Stephanie Foretz        |
| 24 de maig     | Roland Garros          | Terra batuda | Svetlana Kuznetsova                         | Dinara Safina                               |
| 24 de maig     | Roland Garros          | Terra batuda | Anabel Medina / Virginia Ruano              | Viktória Azàrenka / Ielena Vesninà          |
| 24 de maig     | Roland Garros          | Terra batuda | Liezel Huber / Bob Bryan                    | Vania King / Marcelo Melo                   |
| 8 de juny      | Birmingham             | Herba        | Magdalena Rybarikova                        | Li Na                                       |
| 8 de juny      | Birmingham             | Herba        | Cara Black / Liezel Huber                   | Raquel Kops-Jones / Abigail Spears          |
| 15 de juny     | Eastbourne             | Herba        | Caroline Wozniacki                          | Virginie Razzano                            |
| 15 de juny     | Eastbourne             | Herba        | Akgul Amanmuradova / Ai Sugiyama            | Samantha Stosur / Rennae Stubbs             |
| 15 de juny     | s-Hertogenbosch        | Herba        | Tamarine Tanasugarn                         | Yanina Wickmayer                            |
| 15 de juny     | s-Hertogenbosch        | Herba        | Sara Errani / Flavia Pennetta               | Michaella Krajicek / Yanina Wickmayer       |
| 22 de juny     | Wimbledon              | Herba        | Serena Williams                             | Venus Williams                              |
| 22 de juny     | Wimbledon              | Herba        | Serena Williams / Venus Williams            | Samantha Stosur / Rennae Stubbs             |
| 22 de juny     | Wimbledon              | Herba        | Mark Knowles / Anna-Lena Grönefeld          | Leander Paes / Cara Black                   |
| 6 de juliol    | Budapest               | Terra batuda | Agnes Szavay                                | Patty Schnyder                              |
| 6 de juliol    | Budapest               | Terra batuda | Alissa Kleibànova / Monica Niculescu        | Alona Bondarenko / Katerina Bondarenko      |
| 6 de juliol    | Båstad                 | Terra batuda | María José Martínez                         | Caroline Wozniacki                          |
| 6 de juliol    | Båstad                 | Terra batuda | Gisela Dulko / Flavia Pennetta              | Núria Llagostera / María José Martínez      |
| 13 de juliol   | Palerm                 | Terra batuda | Flavia Pennetta                             | Sara Errani                                 |
| 13 de juliol   | Palerm                 | Terra batuda | Núria Llagostera / María José Martínez      | Maria Korítseva / Darya Kustova             |
| 13 de juliol   | Praga                  | Terra batuda | Sybille Bammer                              | Francesca Schiavone                         |
| 13 de juliol   | Praga                  | Terra batuda | Alona Bondarenko / Katerina Bondarenko      | Iveta Benesova / Barbora Zahlavova Strycova |
| 20 de juliol   | Portoroz               | Dura         | Dinara Safina                               | Sara Errani                                 |
| 20 de juliol   | Portoroz               | Dura         | Julia Goerges / Vladimira Uhlirova          | Camille Pin / Klara Zakopalova              |
| 20 de juliol   | Bad Gastein            | Terra batuda | Andrea Petkovic                             | Ioana Raluca Olaru                          |
| 20 de juliol   | Bad Gastein            | Terra batuda | Andrea Hlavackova / Lucie Hradecka          | Tatjana Malek / Andrea Petkovic             |
| 27 de juliol   | Stanford               | Dura         | Marion Bartoli                              | Venus Williams                              |
| 27 de juliol   | Stanford               | Dura         | Serena Williams / Venus Williams            | Yung-Jan Chan / Monica Niculescu            |
| 27 de juliol   | Istanbul               | Dura         | Vera Duixévina                              | Lucie Hradecka                              |
| 27 de juliol   | Istanbul               | Dura         | Lucie Hradecka / Renata Voracova            | Julia Goerges / Patty Schnyder              |
| 3 d'agost      | Los Angeles            | Dura         | Flavia Pennetta                             | Samantha Stosur                             |
| 3 d'agost      | Los Angeles            | Dura         | Chia-Jung Chuang / Zi Yan                   | Maria Kirilenko / Agnieszka Radwańska       |
| 10 d'agost     | Cincinnati             | Dura         | Jelena Jankovic                             | Dinara Safina                               |
| 10 d'agost     | Cincinnati             | Dura         | Cara Black / Liezel Huber                   | Núria Llagostera / María José Martínez      |
| 17 d'agost     | Mont-real              | Dura         | Ielena Deméntieva                           | Maria Xaràpova                              |
| 17 d'agost     | Mont-real              | Dura         | Núria Llagostera / María José Martínez      | Samantha Stosur / Rennae Stubbs             |
| 24 d'agost     | New Haven              | Dura         | Caroline Wozniacki                          | Ielena Vesninà                              |
| 24 d'agost     | New Haven              | Dura         | Núria Llagostera / María José Martínez      | Iveta Benesova / Lucie Hradecka             |
| 31 d'agost     | US Open                | Dura         | Kim Clijsters                               | Caroline Wozniacki                          |
| 31 d'agost     | US Open                | Dura         | Serena Williams / Venus Williams            | Cara Black / Liezel Huber                   |
| 31 d'agost     | US Open                | Dura         | Carly Gullickson / Travis Parrott           | Cara Black / Leander Paes                   |
| 14 de setembre | Canton                 | Dura         | Shahar Peer                                 | Alberta Brianti                             |
| 14 de setembre | Canton                 | Dura         | Olga Govortsova / Tatsiana Putxak           | Kimiko Date Krumm / Tiantian Sun            |
| 14 de setembre | Quebec                 | Moqueta      | Melinda Czink                               | Lucie Safarova                              |
| 14 de setembre | Quebec                 | Moqueta      | Vania King / Barbora Zahlavova Strycova     | Sofia Arvidsson / Severine Bremond Beltrame |
| 21 de setembre | Seül                   | Dura         | Kimiko Date Krumm                           | Anabel Medina                               |
| 21 de setembre | Seül                   | Dura         | Yung-jan Chan / Abigail Spears              | Carly Gullickson / Nicole Kriz              |
| 21 de setembre | Taixkent               | Dura         | Shahar Peer                                 | Akgul Amanmuradova                          |
| 21 de setembre | Taixkent               | Dura         | Olga Govortsova / Tatsiana Putxak           | Vitalia Diatchenko / Iekaterina Dzehalevich |
| 28 de setembre | Pacífic                | Dura         | Maria Xaràpova                              | Jelena Jankovic                             |
| 28 de setembre | Pacífic                | Dura         | Alissa Kleibànova / Francesca Schiavone     | Daniela Hantuchova / Ai Sugiyama            |
| 5 d'octubre    | Pequín                 | Dura         | Svetlana Kuznetsova                         | Agnieszka Radwanska                         |
| 5 d'octubre    | Pequín                 | Dura         | Su-wei Hsieh / Shuai Peng                   | Al·la Kudriàvtseva / Iekaterina Makàrova    |
| 12 d'octubre   | Linz                   | Dura         | Yanina Wickmayer                            | Petra Kvitová                               |
| 12 d'octubre   | Linz                   | Dura         | Anna-Lena Grönefeld / Katarina Srebotnik    | Klaudia Jans / Alicja Rosolska              |
| 12 d'octubre   | Osaka                  | Dura         | Samantha Stosur                             | Francesca Schiavone                         |
| 12 d'octubre   | Osaka                  | Dura         | Chia-jung Chuang / Lisa Raymond             | Chanelle Scheepers / Abigail Spears         |
| 19 d'octubre   | Moscou                 | Dura         | Francesca Schiavone                         | Olga Govortsova                             |
| 19 d'octubre   | Moscou                 | Dura         | Maria Kirilenko / Nàdia Petrova             | Maria Kondratieva / Klara Zakopalova        |
| 19 d'octubre   | Luxemburg              | Dura         | Timea Bacsinszky                            | Sabine Lisicki                              |
| 19 d'octubre   | Luxemburg              | Dura         | Iveta Benesova / Barbora Zahlavova-Strycova | Vladimira Uhlirova / Renata Voracova        |
| 26 d'octubre   | WTA Tour Championships | Dura         | Serena Williams                             | Venus Williams                              |
| 26 d'octubre   | WTA Tour Championships | Dura         | Núria Llagostera / María José Martínez      | Cara Black / Liezel Huber                   |
| 2 de novembre  | Bali                   | Dura         | Aravane Rezai                               | Marion Bartoli                              |

## Estadístiques
La següent taula mostra el nombre de títols aconseguits de forma individual (I), dobles (D) i dobles mixtes (X) aconseguits per cada tennista i també per països durant la temporada 2009. Els tornejos estan classificats segons la seva categoria dins el calendari WTA Tour 2009: Grand Slams, Year-end championships, WTA Premier Tournaments i WTA International Tournaments. L'ordre de les jugadores s'ha establert a partir del nombre total de títols i després segons la quantitat de títols de cada categoria de tornejos.

### Títols per tennista
| Títols | Tennista                    | Grand Slams | Grand Slams | Grand Slams | Year-end championships | Year-end championships | Premier Tournaments | Premier Tournaments | International Tournaments | International Tournaments | Resum | Resum | Resum |
| Títols | Tennista                    | I           | D           | X           | I                      | D                      | I                   | D                   | I                         | D                         | I     | D     | X     |
| ------ | --------------------------- | ----------- | ----------- | ----------- | ---------------------- | ---------------------- | ------------------- | ------------------- | ------------------------- | ------------------------- | ----- | ----- | ----- |
| 9      | María José Martínez Sánchez |             |             |             |                        | ●                      |                     | ●                   | ●                         | ●                         | 2     | 7     | 0     |
| 7      | Serena Williams             | ●           | ●           |             | ●                      |                        |                     | ●                   |                           |                           | 3     | 4     | 0     |
| 7      | Núria Llagostera            |             |             |             |                        | ●                      |                     | ●                   |                           | ●                         | 0     | 7     | 0     |
| 6      | Venus Williams              |             | ●           |             |                        |                        | ●                   | ●                   | ●                         |                           | 2     | 4     | 0     |
| 6      | Liezel Huber                |             |             | ●           |                        |                        |                     | ●                   |                           | ●                         | 0     | 5     | 1     |
| 5      | Viktória Azàrenka           |             |             |             |                        |                        | ●                   | ●                   | ●                         | ●                         | 3     | 2     | 0     |
| 5      | Flavia Pennetta             |             |             |             |                        |                        | ●                   |                     | ●                         | ●                         | 2     | 3     | 0     |
| 5      | Cara Black                  |             |             |             |                        |                        |                     | ●                   |                           | ●                         | 0     | 5     | 0     |
| 4      | Svetlana Kuznetsova         | ●           |             |             |                        |                        | ●                   | ●                   |                           |                           | 3     | 1     | 0     |
| 4      | Caroline Wozniacki          |             |             |             |                        |                        | ●                   |                     | ●                         | ●                         | 3     | 1     | 0     |
| 3      | Anna-Lena Groenefeld        |             |             | ●           |                        |                        |                     |                     |                           | ●                         | 0     | 2     | 1     |
| 3      | Ielena Deméntieva           |             |             |             |                        |                        | ●                   |                     | ●                         |                           | 3     | 0     | 0     |
| 3      | Dinara Safina               |             |             |             |                        |                        | ●                   |                     | ●                         |                           | 3     | 0     | 0     |
| 3      | Vera Zvonariova             |             |             |             |                        |                        | ●                   | ●                   | ●                         |                           | 2     | 1     | 0     |
| 3      | Su-wei Hsieh                |             |             |             |                        |                        |                     | ●                   |                           |                           | 0     | 3     | 0     |
| 3      | Bethanie Mattek-Sands       |             |             |             |                        |                        |                     | ●                   |                           |                           | 0     | 3     | 0     |
| 3      | Shuai Peng                  |             |             |             |                        |                        |                     | ●                   |                           |                           | 0     | 3     | 0     |
| 3      | Nàdia Petrova               |             |             |             |                        |                        |                     | ●                   |                           |                           | 0     | 3     | 0     |
| 3      | Chia-jung Chuang            |             |             |             |                        |                        |                     | ●                   |                           | ●                         | 0     | 3     | 0     |
| 3      | Alissa Kleibànova           |             |             |             |                        |                        |                     | ●                   |                           | ●                         | 0     | 3     | 0     |
| 3      | Nathalie Dechy              |             |             |             |                        |                        |                     |                     |                           | ●                         | 0     | 3     | 0     |
| 3      | Mara Santangelo             |             |             |             |                        |                        |                     |                     |                           | ●                         | 0     | 3     | 0     |
| 2      | Anabel Medina               |             | ●           |             |                        |                        |                     |                     | ●                         |                           | 1     | 1     | 0     |
| 2      | Sania Mirza                 |             |             | ●           |                        |                        |                     |                     |                           | ●                         | 0     | 1     | 1     |
| 2      | Aravane Rezai               |             |             |             | ●                      |                        |                     |                     | ●                         |                           | 2     | 0     | 0     |
| 2      | Amelie Mauresmo             |             |             |             |                        |                        | ●                   | ●                   |                           |                           | 1     | 1     | 0     |
| 2      | Francesca Schiavone         |             |             |             |                        |                        | ●                   | ●                   |                           |                           | 1     | 1     | 0     |
| 2      | Marion Bartoli              |             |             |             |                        |                        | ●                   |                     | ●                         |                           | 2     | 0     | 0     |
| 2      | Jelena Jankovic             |             |             |             |                        |                        | ●                   |                     | ●                         |                           | 2     | 0     | 0     |
| 2      | Racquel Kops-Jones          |             |             |             |                        |                        |                     | ●                   |                           | ●                         | 0     | 2     | 0     |
| 2      | Shahar Peer                 |             |             |             |                        |                        |                     |                     | ●                         |                           | 2     | 0     | 0     |
| 2      | Yanina Wickmayer            |             |             |             |                        |                        |                     |                     | ●                         |                           | 2     | 0     | 0     |
| 2      | Tamarine Tanasugarn         |             |             |             |                        |                        |                     |                     | ●                         | ●                         | 1     | 1     | 0     |
| 2      | Gisela Dulko                |             |             |             |                        |                        |                     |                     |                           | ●                         | 0     | 2     | 0     |
| 2      | Olga Govortsova             |             |             |             |                        |                        |                     |                     |                           | ●                         | 0     | 2     | 0     |
| 2      | Lucie Hradecka              |             |             |             |                        |                        |                     |                     |                           | ●                         | 0     | 2     | 0     |
| 2      | Vania King                  |             |             |             |                        |                        |                     |                     |                           | ●                         | 0     | 2     | 0     |
| 2      | Tatsiana Putxak             |             |             |             |                        |                        |                     |                     |                           | ●                         | 0     | 2     | 0     |
| 2      | Abigail Spears              |             |             |             |                        |                        |                     |                     |                           | ●                         | 0     | 2     | 0     |
| 2      | Barbora Zahlavova Strycova  |             |             |             |                        |                        |                     |                     |                           | ●                         | 0     | 2     | 0     |
| 1      | Kim Clijsters               | ●           |             |             |                        |                        |                     |                     |                           |                           | 1     | 0     | 0     |
| 1      | Virginia Ruano              |             | ●           |             |                        |                        |                     |                     |                           |                           | 0     | 1     | 0     |
| 1      | Carly Gullickson            |             |             | ●           |                        |                        |                     |                     |                           |                           | 0     | 0     | 1     |
| 1      | Alexandra Dulgheru          |             |             |             |                        |                        | ●                   |                     |                           |                           | 1     | 0     | 0     |
| 1      | Sabine Lisicki              |             |             |             |                        |                        | ●                   |                     |                           |                           | 1     | 0     | 0     |
| 1      | Maria Xaràpova              |             |             |             |                        |                        | ●                   |                     |                           |                           | 1     | 0     | 0     |
| 1      | Akgul Amanmuradova          |             |             |             |                        |                        |                     | ●                   |                           |                           | 0     | 1     | 0     |
| 1      | Maria Kirilenko             |             |             |             |                        |                        |                     | ●                   |                           |                           | 0     | 1     | 0     |
| 1      | Ai Sugiyama                 |             |             |             |                        |                        |                     | ●                   |                           |                           | 0     | 1     | 0     |
| 1      | Zi Yan                      |             |             |             |                        |                        |                     | ●                   |                           |                           | 0     | 1     | 0     |
| 1      | Timea Bacsinszky            |             |             |             |                        |                        |                     |                     | ●                         |                           | 1     | 0     | 0     |
| 1      | Sybille Bammer              |             |             |             |                        |                        |                     |                     | ●                         |                           | 1     | 0     | 0     |
| 1      | Melinda Czink               |             |             |             |                        |                        |                     |                     | ●                         |                           | 1     | 0     | 0     |
| 1      | Kimiko Date Krumm           |             |             |             |                        |                        |                     |                     | ●                         |                           | 1     | 0     | 0     |
| 1      | Vera Duixévina              |             |             |             |                        |                        |                     |                     | ●                         |                           | 1     | 0     | 0     |
| 1      | Petra Kvitova               |             |             |             |                        |                        |                     |                     | ●                         |                           | 1     | 0     | 0     |
| 1      | Andrea Petkovic             |             |             |             |                        |                        |                     |                     | ●                         |                           | 1     | 0     | 0     |
| 1      | Magdalena Rybarikova        |             |             |             |                        |                        |                     |                     | ●                         |                           | 1     | 0     | 0     |
| 1      | Samantha Stosur             |             |             |             |                        |                        |                     |                     | ●                         |                           | 1     | 0     | 0     |
| 1      | Agnes Szavay                |             |             |             |                        |                        |                     |                     | ●                         |                           | 1     | 0     | 0     |
| 1      | Roberta Vinci               |             |             |             |                        |                        |                     |                     | ●                         |                           | 1     | 0     | 0     |
| 1      | Iveta Benesova              |             |             |             |                        |                        |                     |                     |                           | ●                         | 0     | 1     | 0     |
| 1      | Alona Bondarenko            |             |             |             |                        |                        |                     |                     |                           | ●                         | 0     | 1     | 0     |
| 1      | Katerina Bondarenko         |             |             |             |                        |                        |                     |                     |                           | ●                         | 0     | 1     | 0     |
| 1      | Yung-jan Chan               |             |             |             |                        |                        |                     |                     |                           | ●                         | 0     | 1     | 0     |
| 1      | Sara Errani                 |             |             |             |                        |                        |                     |                     |                           | ●                         | 0     | 1     | 0     |
| 1      | Julia Goerges               |             |             |             |                        |                        |                     |                     |                           | ●                         | 0     | 1     | 0     |
| 1      | Andrea Hlavackova           |             |             |             |                        |                        |                     |                     |                           | ●                         | 0     | 1     | 0     |
| 1      | Klaudia Jans                |             |             |             |                        |                        |                     |                     |                           | ●                         | 0     | 1     | 0     |
| 1      | Iekaterina Makàrova         |             |             |             |                        |                        |                     |                     |                           | ●                         | 0     | 1     | 0     |
| 1      | Monica Niculescu            |             |             |             |                        |                        |                     |                     |                           | ●                         | 0     | 1     | 0     |
| 1      | Lisa Raymond                |             |             |             |                        |                        |                     |                     |                           | ●                         | 0     | 1     | 0     |
| 1      | Alicja Rosolska             |             |             |             |                        |                        |                     |                     |                           | ●                         | 0     | 1     | 0     |
| 1      | Iaroslava Xvédova           |             |             |             |                        |                        |                     |                     |                           | ●                         | 0     | 1     | 0     |
| 1      | Katarina Srebotnik          |             |             |             |                        |                        |                     |                     |                           | ●                         | 0     | 1     | 0     |
| 1      | Vladimira Uhlirova          |             |             |             |                        |                        |                     |                     |                           | ●                         | 0     | 1     | 0     |
| 1      | Renata Voracova             |             |             |             |                        |                        |                     |                     |                           | ●                         | 0     | 1     | 0     |

### Títols per Estat
| Títols | País            | Grand Slams | Grand Slams | Grand Slams | Year-end championships | Year-end championships | Premier Tournaments | Premier Tournaments | International Tournaments | International Tournaments | Resum | Resum | Resum |
| Títols | País            | I           | D           | X           | I                      | D                      | I                   | D                   | I                         | D                         | I     | D     | X     |
| ------ | --------------- | ----------- | ----------- | ----------- | ---------------------- | ---------------------- | ------------------- | ------------------- | ------------------------- | ------------------------- | ----- | ----- | ----- |
| 24     | Estats Units    | 2           | 3           | 2           | 1                      |                        | 1                   | 8                   | 1                         | 6                         | 5     | 17    | 2     |
| 21     | Rússia          | 1           |             |             |                        |                        | 8                   | 6                   | 4                         | 2                         | 13    | 8     | 0     |
| 11     | Espanya         |             | 1           |             |                        | 1                      |                     | 2                   | 3                         | 4                         | 3     | 8     | 0     |
| 11     | Itàlia          |             |             |             |                        |                        | 2                   | 1                   | 2                         | 6                         | 4     | 7     | 0     |
| 10     | França          |             |             |             | 1                      |                        | 2                   | 1                   | 2                         | 4                         | 5     | 5     | 0     |
| 7      | Belarús         |             |             |             |                        |                        | 1                   | 1                   | 2                         | 3                         | 3     | 4     | 0     |
| 7      | Xina Taipei     |             |             |             |                        |                        |                     | 4                   |                           | 3                         | 0     | 7     | 0     |
| 6      | Alemanya        |             |             | 1           |                        |                        | 1                   |                     | 1                         | 3                         | 2     | 3     | 1     |
| 6      | Txèquia         |             |             |             |                        |                        |                     |                     | 1                         | 5                         | 1     | 5     | 0     |
| 5      | Zimbàbue        |             |             |             |                        |                        |                     | 4                   |                           | 1                         | 0     | 5     | 0     |
| 4      | Dinamarca       |             |             |             |                        |                        | 2                   |                     | 1                         | 1                         | 3     | 1     | 0     |
| 4      | R.P. de la Xina |             |             |             |                        |                        |                     | 4                   |                           |                           | 0     | 4     | 0     |
| 3      | Bèlgica         | 1           |             |             |                        |                        |                     |                     | 2                         |                           | 3     | 0     | 0     |
| 2      | Índia           |             |             | 1           |                        |                        |                     |                     |                           | 1                         | 0     | 1     | 1     |
| 2      | Sèrbia          |             |             |             |                        |                        | 1                   |                     | 1                         |                           | 2     | 0     | 0     |
| 2      | Romania         |             |             |             |                        |                        | 1                   |                     |                           | 1                         | 1     | 1     | 0     |
| 2      | Japó            |             |             |             |                        |                        |                     | 1                   | 1                         |                           | 1     | 1     | 0     |
| 2      | Hongria         |             |             |             |                        |                        |                     |                     | 2                         |                           | 2     | 0     | 0     |
| 2      | Israel          |             |             |             |                        |                        |                     |                     | 2                         |                           | 2     | 0     | 0     |
| 2      | Tailàndia       |             |             |             |                        |                        |                     |                     | 1                         | 1                         | 1     | 1     | 0     |
| 2      | Argentina       |             |             |             |                        |                        |                     |                     |                           | 2                         | 0     | 2     | 0     |
| 1      | Uzbekistan      |             |             |             |                        |                        |                     | 1                   |                           |                           | 0     | 1     | 0     |
| 1      | Austràlia       |             |             |             |                        |                        |                     |                     | 1                         |                           | 1     | 0     | 0     |
| 1      | Àustria         |             |             |             |                        |                        |                     |                     | 1                         |                           | 1     | 0     | 0     |
| 1      | Eslovàquia      |             |             |             |                        |                        |                     |                     | 1                         |                           | 1     | 0     | 0     |
| 1      | Suïssa          |             |             |             |                        |                        |                     |                     | 1                         |                           | 1     | 0     | 0     |
| 1      | Eslovènia       |             |             |             |                        |                        |                     |                     |                           | 1                         | 0     | 1     | 0     |
| 1      | Kazakhstan      |             |             |             |                        |                        |                     |                     |                           | 1                         | 0     | 1     | 0     |
| 1      | Polònia         |             |             |             |                        |                        |                     |                     |                           | 1                         | 0     | 1     | 0     |
| 1      | Ucraïna         |             |             |             |                        |                        |                     |                     |                           | 1                         | 0     | 1     | 0     |

## Rànquings
Les següents taules indiquen els rànquings de la WTA amb les vint millors tennistes individuals i de dobles de la temporada 2009.
| Rànquing individual WTA 2009 | Rànquing individual WTA 2009 | Rànquing individual WTA 2009 | Rànquing individual WTA 2009 | Rànquing individual WTA 2009 |
| N.                           | Tennista                     | Punts                        | Tornejos                     | Mov                          |
| ---------------------------- | ---------------------------- | ---------------------------- | ---------------------------- | ---------------------------- |
| 1                            | Serena Williams              | 9075                         | 19                           | 1                            |
| 2                            | Dinara Safina                | 7800                         | 18                           | 1                            |
| 3                            | Svetlana Kuznetsova          | 6141                         | 19                           | 5                            |
| 4                            | Caroline Wozniacki           | 5875                         | 26                           | 8                            |
| 5                            | Ielena Deméntieva            | 5585                         | 20                           | 1                            |
| 6                            | Venus Williams               | 5126                         | 17                           | =                            |
| 7                            | Viktória Azàrenka            | 4820                         | 17                           | 8                            |
| 8                            | Jelena Jankovic              | 3965                         | 20                           | 7                            |
| 9                            | Vera Zvonariova              | 3560                         | 21                           | 2                            |
| 10                           | Agnieszka Radwanska          | 3450                         | 24                           | =                            |
| 11                           | Marion Bartoli               | 3415                         | 24                           | 6                            |
| 12                           | Flavia Pennetta              | 3150                         | 25                           | 1                            |
| 13                           | Samantha Stosur              | 3045                         | 21                           | 39                           |
| 14                           | Maria Xaràpova               | 2820                         | 16                           | 5                            |
| 15                           | Li Na                        | 2541                         | 18                           | 8                            |
| 16                           | Yanina Wickmayer             | 2385                         | 20                           | 53                           |
| 17                           | Francesca Schiavone          | 2375                         | 27                           | 13                           |
| 18                           | Kim Clijsters                | 2340                         | 4                            | SR                           |
| 19                           | Virginie Razzano             | 2300                         | 21                           | 40                           |
| 20                           | Nàdia Petrova                | 2220                         | 22                           | 9                            |

| Rànquing dobles WTA 2009 | Rànquing dobles WTA 2009    | Rànquing dobles WTA 2009 | Rànquing dobles WTA 2009 | Rànquing dobles WTA 2009 |
| N.                       | Tennistes                   | Punts                    | Tornejos                 | Mov                      |
| ------------------------ | --------------------------- | ------------------------ | ------------------------ | ------------------------ |
| 1                        | Cara Black                  | 8520                     | 21                       | =                        |
| 1                        | Liezel Huber                | 8520                     | 21                       | =                        |
| 3                        | Serena Williams             | 7440                     | 6                        | 25                       |
| 3                        | Venus Williams              | 7440                     | 6                        | 20                       |
| 5                        | Núria Llagostera Vives      | 6180                     | 22                       | 25                       |
| 5                        | María José Martínez Sánchez | 6180                     | 22                       | 25                       |
| 7                        | Samantha Stosur             | 5610                     | 16                       | 7                        |
| 7                        | Rennae Stubbs               | 5610                     | 16                       | 2                        |
| 9                        | Su-wei Hsieh                | 4730                     | 17                       | 42                       |
| 10                       | Virginia Ruano              | 4670                     | 17                       | 5                        |
| 11                       | Anabel Medina Garrigues     | 4600                     | 17                       | 8                        |
| 12                       | Shuai Peng                  | 4550                     | 18                       | 15                       |
| 13                       | Daniela Hantuchova          | 4180                     | 15                       | 41                       |
| 14                       | Alissa Kleibànova           | 4150                     | 22                       | 69                       |
| 15                       | Viktória Azàrenka           | 3801                     | 12                       | 3                        |
| 16                       | Nàdia Petrova               | 3735                     | 18                       | 4                        |
| 17                       | Bethanie Mattek-Sands       | 3620                     | 16                       | 9                        |
| 18                       | Lisa Raymond                | 3560                     | 21                       | 10                       |
| 19                       | Francesca Schiavone         | 3540                     | 18                       | 13                       |
| 20                       | Iekaterina Makàrova         | 3510                     | 19                       | 42                       |